# Super Bowl LIX
Super Bowl LIX var den 59:e upplagan av Super Bowl, finalmatchen i National Football League för säsongen 2024. Matchen spelades den 9 februari 2025 mellan Kansas City Chiefs och Philadelphia Eagles som var vinnare av konferenserna American Football Conference respektive National Football Conference. Värd för Super Bowl LIX var Caesars Superdome i New Orleans, Louisiana. Det var elfte gången Super Bowl spelades i New Orleans.
Philadelphia Eagles vann matchen med 40-22 och Eagles quarterback Jalen Hurts utsågs till matchens mest värdefulle spelare.
Som halvtidsunderhållning uppträdde Kendrick Lamar, och med sig hade han SZA.